# PGC 3090728
LEDA/PGC 3090728 ist eine Elliptische Galaxie vom Hubble-Typ E4 im Sternbild Löwe auf der Ekliptik. Sie ist schätzungsweise 460 Millionen Lichtjahre von der Milchstraße entfernt und hat einen Durchmesser von etwa 95.000 Lichtjahren. Vom Sonnensystem aus entfernt sich das Objekt mit einer errechneten Radialgeschwindigkeit von näherungsweise 10.400 Kilometern pro Sekunde.
Im selben Himmelsareal befinden sich unter anderem die Galaxien PGC 1448643, PGC 1446997, PGC 1455893, PGC 3759888.